# Casa Joan Quintana
La Casa Joan Quintana és una obra eclèctic de Vic (Osona) inclosa a l'Inventari del Patrimoni Arquitectònic de Catalunya.

## Descripció
Edifici civil. Casa entre mitgera que consta de planta baixa, dos pisos, coberta a dues vessants amb teula aràbiga i terrassa almenys a la part de davant. A la planta hi ha un gros portal rectangular, de dues fulles, que dona pas a la botiga. Els pisos presenten una gradació en les obertures segons l'alçada i a cada pis s'hi obre un balcó amb barana de ferro forjat.
La façana és completada per mitjà d'una cornisa i la damunt hi ha una barana que protegeix el terrat. La façana és estocada formant una mena de carreus que imiten la pedra. L'estat de conservació és bo i cal remarcar que és de les poques botigues del carrer que mantenen la fesomia de principis de segle.

## Història
Edifici que segurament data del segle xviii i que l'estat actual prové d'una reforma del 1912.
Situada a l'antic camí itinerant que arribava a la ciutat i que va començar a créixer al segle xii. Al segle xiii va creixent el raval del carrer de Manlleu i al segle xiv es comença a construir el convent de les clarisses entre aquest carrer i el de Santa Joaquima. Al segle xvi comença a construir-se Santa Clara la Nova i al segle xvii s'hi instal·len els carmelitans descalços (a l'actual Sant Miquel). A partir d'aquest segle es comencen a construir els eixamples de la ciutat i es refà el barri de Santa Eulàlia entre els carrer de Manlleu i els dels caputxins. Al segle xviii desapareix el portal d'aquest carrer. Al segle xix finalment acaba amb l'eixample de l'horta d'en Xandri entre aquest carrer i el Gurb.